# Deux Filles au tapis
Pour les articles homonymes, voir Marbles (homonymie).
Deux Filles au tapis (titre original : …All the Marbles) est un film américain réalisé par Robert Aldrich, sorti en 1981.

## Synopsis
Harry Sears est le manager de deux catcheuses, Iris et Molly, surnommées les « California Dolls ». Elles alignent les victoires mais les combats sont minables et de seconde zone. Le trio sillonne les routes de l'Amérique à la recherche d'un contrat juteux. Mais les offres se font de plus en plus rares et les contrats sont dérisoires. Pour gagner de l'argent et pour se nourrir, Harry accepte pour elles des combats dans la boue. Le vent commence à tourner lorsque Sally, une vieille amie proche d'Harry, leur propose de battre contre les « Toledo Tigers », les championnes nationales du moment. Iris et Molly gagnent le match mais un second est organisé à Chicago. Mais, cette fois-ci, elles perdent contre les mêmes adversaires car le match est truqué. Déterminées, Iris et Molly s'inscrivent au championnat de Reno où elles auront une dernière chance pour les battre et devenir les nouvelles reines du ring. Le soir venu, Iris et Molly battent les Toledo Tigers et deviennent enfin les championnes acclamées de l'Amérique.

## Fiche technique
- Titre : Deux Filles au tapis
- Titre original : ...All the Marbles
- Réalisation : Robert Aldrich
- Scénario : Mel Frohman
- Production : William Aldrich
- Musique : Frank De Vol
- Photographie : Joseph F. Biroc
- Pays d'origine : États-Unis
- Format : Couleurs - Stéréo
- Genre : Comédie dramatique, action
- Durée : 113 minutes
- Date de sortie : 16 octobre 1981

## Distribution
- Peter Falk (VF : Serge Sauvion) : Harry Sears
- Vicki Frederick (VF : Marion Loran) : Iris
- Laurene Landon (VF : Annie Balestra) : Molly
- Burt Young (VF : Jacques Dynam) : Eddie Cisco
- Claudette Nevins (VF : Julia Dancourt) : Solly
- John Hancock (VF : Robert Liensol) : Big John Stanley
- Ursaline Bryant (VF : Maïk Darah) : June, Toledo Tiger
- Tracy Reed (VF : Thamila Mesbah) : Diane, Toledo Tiger
- Lenny Montana (VF : Raoul Delfosse) : Jérôme
- Chick Hearn (VF : Jacques Thébault) : Lui-même
- Charlie Dell (VF : Claude Mercutio) : Merle LeFevre
- Faith Minton (VF : Michèle Bardollet) : Big Mama
- Richard Jaeckel (VF : Pierre Fromont) : Bill Dudley
- Stanley Brock (VF : Claude Joseph) : Myron
- Clyde Kusatsu (VF : Albert Augier) : Clyde Yamashito
- Angela Aames (VF : Francine Lainé) : Louise
- Joe Greene (VF : Gérard Dessalles) : Lui-même
- Alvin Hammer (VF : Philippe Dumat) : le docteur de la Geisha
- Perry Cook (VF : Robert Bazil) : le docteur

## À noter
Le comédien Serge Sauvion fut à l'époque la voix française régulière de Peter Falk mais devenait également celle de Burt Young depuis Rocky. Les deux acteurs étant présents dans ce film, Sauvion double fidèlement Falk. De ce fait, Young est doublé ici par Jacques Dynam.

## Récompenses et distinctions
- Meilleur film en langue étrangère au Hochi Film Awards.